# نورتهام، دوون
latitudeنورتهام، دوونlongitudeنورتهام، دوون
نورتهام، دوون (به انگلیسی: Northam, Devon) یک شهرک در بریتانیا است که در انگلستان واقع شده‌است.

## خصوصیات
نورتهام ۷٬۴۸۹ نفر جمعیت دارد.